# Baltimore Open 1977
Il Baltimore Open 1977 è stato un torneo di tennis giocato sul sintetico indoor. È stata la 6ª edizione del Baltimore Open, che fa parte del Colgate-Palmolive Grand Prix 1977. Si è giocato a Baltimora negli Stati Uniti, dal 17 al 23 gennaio 1977.

## Partecipanti

### Teste di serie
| Nazionalità | Giocatore       | Ranking | Testa di serie |
| ----------- | --------------- | ------- | -------------- |
| Argentina   | Guillermo Vilas | 6       | 1              |
| Stati Uniti | Brian Gottfried | 10      | 2              |
| Rep. Ceca   | Jan Kodeš       | 19      | 3              |
| Polonia     | Wojciech Fibak  | 14      | 4              |
| Paesi Bassi | Tom Okker       | 23      | 5              |
| Sudafrica   | Raymond Moore   | 39      | 6              |
| Australia   | Ross Case       | 45      | 7              |
| Regno Unito | Buster Mottram  | 41      | 8              |

### Altri partecipanti
I seguenti giocatori sono passati dalle qualificazioni:

- Tom Gullikson
- Dale Power
- Vladimír Zedník
- Tejmuraz Kakulija

## Campioni

### Singolare
Brian Gottfried ha battuto in finale  Guillermo Vilas con il punteggio di 6–3, 7–6

### Doppio
Ion Țiriac /  Guillermo Vilas hanno battuto in finale  Ross Case /  Jan Kodeš con il punteggio di 6–3, 6–7, 6–4